# نادين كراوس (لاعبة كرة قدم)
نادين كراوس (بالألمانية: Nadine Kraus)‏ هي لاعبة كرة قدم ألمانية، ولدت في 14 فبراير 1988 في فايدن إن در أوبربفالز في ألمانيا. لعبت مع SGS Essen ‏.

## وصلات خارجية
- نادين كراوس على موقع قاعدة بيانات كرة القدم.إي يو (الإنجليزية)
- نادين كراوس على موقع عالم كرة القدم.نت (الإنجليزية)